# EN393
A EN393 é uma estrada nacional portuguesa, que liga Odemira com Vila Nova de Milfontes, do mesmo município, situada na região do Alentejo, com uma extensão de 21 km.